# Canutama (kommun)
Canutama är en kommun i Brasilien.   Den ligger i delstaten Amazonas, i den västra delen av landet, 2 000 km nordväst om huvudstaden Brasília. Antalet invånare är 12 727.
Följande samhällen finns i Canutama:
- Canutama

I omgivningarna runt Canutama växer i huvudsak städsegrön lövskog. Trakten runt Canutama är nära nog obefolkad, med mindre än två invånare per kvadratkilometer.